# Jehan de Chelles
Pour les articles homonymes, voir Chelles (homonymie).
 (juillet 2023).
Jehan de Chelles est un architecte français né au XIIIe siècle à Chelles et mort vers 1265 à Paris.

## Biographie
Jehan de Chelles est l'un des architectes de la cathédrale Notre-Dame de Paris, dont il est maître d'œuvre de 1258 à 1265, date présumée de son décès. À cette date, il est remplacé par Pierre de Montreuil.
On lui doit, entre autres, la façade nord du transept : le portail du cloître, sa célèbre rosace.
Il commence également la partie sud, réalisant le portail Saint-Étienne. L'extérieur du transept sud garde une inscription datée de 1257 et « signant » sa maîtrise d'œuvre. 
Le transept sud est repris et achevé par Pierre de Montreuil, un des architectes présumés de la Sainte-Chapelle, l'autre étant Jehan de Chelles lui-même.
Il aurait contribué à l'édification de la cathédrale Saint-Julien du Mans.
On lui attribue aussi une œuvre de sculpteur.
Son fils (ou frère ?), Pierre de Chelles, travailla aussi au chantier de Notre-Dame de Paris, vers 1300-1318, construisant la clôture du chœur dans le prolongement du jubé et certaines chapelles.

## Hommages
Émile Zola, dans les travaux préparatoires à son roman Le Rêve, folio 124, écrit : « À la mort de Philippe-Auguste (1223), cette façade était terminée. Le portail méridional du transept [sic] a été commencé en 1257 par Jehan de Chelles, maçon. »
La ville de Chelles, où il naquit vers l'an 1200, l'honore d'une rue, d'un lycée et d'une statue par Henri Bouchard (1933) dans le parc du Souvenir. 